# Destiny's Child: Live in Atlanta
Destiny's Child: Live in Atlanta (Tạm dịch: Destiny's Child: Trực tiếp tại Atlanta) là một DVD gồm những thước phim mà nhóm Destiny's Child trình diễn trực tiếp tại Atlanta, Georgia ở Philips Arena vào ngày 15 tháng 7 năm 2005, trong lúc nhóm đang thực hiện tour diễn của mình là Destiny Fulfilled... And Lovin' It nhằm quảng bá cho album của họ và thương hiệu McDonald's, đây còn được biết đến là tour diễn cuối cùng của Destiny's Child. DVD được phát hành vào ngày 28 tháng 3 năm 2006 tại Mỹ và sau đó đã giành vị trí quán quân trên bảng xếp hạng Billboard Music DVD với 500,000 bản được tiêu thụ trong tuần đầu tiên, thay vào đó, Nielsen SoundScan đã thông báo chính thức rằng 50,000 bản được tiêu thụ vì việc hạn chế bán lẻ, việc phát hành quốc tế và bán trực tiếp trên mạng, Recording Industry Association of America cũng đã trao cho DVD này một đĩa Bạch kim. Album này đồng thời cũng phát hành một bộ đĩa CD/DVD, nhưng chỉ bán giới hạn tại Nhật Bản.

## Danh sách ca khúc
| #   | Tựa                                                                   | Thời lượng |
| --- | --------------------------------------------------------------------- | ---------- |
| 1.  | "Mở đầu"                                                              | 2:38       |
| 2.  | "Say My Name"                                                         | 4:30       |
| 3.  | "Independent Women Phần I"                                            | 3:01       |
| 4.  | "No, No, No Phần 2"                                                   | 1:38       |
| 5.  | "Bug a Boo"                                                           | 2:12       |
| 6.  | "Bills, Bills, Bills"                                                 | 1:32       |
| 7.  | "Bootylicious"                                                        | 1:05       |
| 8.  | "Jumpin', Jumpin'"                                                    | 1:21       |
| 9.  | Phần nhảy ca khúc "Soldier"                                           | 4:31       |
| 10. | "Soldier" (cùng T.I. và Lil Wayne)                                    | 5:09       |
| 11. | "Phần riêng của Vũ công"                                              | 1:40       |
| 12. | "Dilemma" (bởi Kelly Rowland)                                         | 4:56       |
| 13. | "Do You Know" (bởi Michelle Williams)                                 | 5:26       |
| 14. | "Phần mở đầu của Beyoncé"                                             | 2:07       |
| 15. | "Baby Boy" (bởi Beyoncé)                                              | 3:31       |
| 16. | "Naughty Girl" (bởi Beyoncé)                                          | 2:32       |
| 17. | "Phần riêng cho Ban nhạc"                                             | 2:36       |
| 18. | "Cater 2 U"                                                           | 3:11       |
| 19. | Phần nhảy của "Cater 2 U"                                             | 6:54       |
| 20. | "Girl"                                                                | 5:15       |
| 21. | "Free"                                                                | 3:40       |
| 22. | "If"                                                                  | 1:29       |
| 23. | "Through with Love" (cùng The Choir)                                  | 3:41       |
| 24. | "Bad Habit" (cùng Kelly Rowland)                                      | 3:08       |
| 25. | "Phần nhảy Ballet"                                                    | 1:18       |
| 26. | "Dangerously in Love" (bởi Beyoncé)                                   | 6:47       |
| 27. | "Crazy in Love" (bởi Beyoncé)                                         | 4:12       |
| 28. | "Phần nhảy Salsa"                                                     | 2:03       |
| 29. | "Survivor"                                                            | 6:45       |
| 30. | "Lose My Breath" / "Những người thực hiện (Independent Women Phần I)" | 11:37      |

## CD phối lại[3]
1. "Cater 2 U" (Storch Remix Edit)
2. "Survivor" (Azza's Soul Remix Radio Edit)
3. "Bootylicious" (M&J's Jelly Remix)
4. "Stand Up For Love" (Maurice's Nu Soul Mix)
5. "Girl" (JS Club Mix)
6. "Lose My Breath" (Paul Johnson's Club Mix)

## Video kèm theo
- Destiny’s Child – A Family Affair (Câu chuyện Gia đình)
- Ý kiến của Fan (Bài hát ưa thích, Cater 2 U - Vì sao chọn ít, Trang phục yêu thích, Chương trình)
- Kelly Rowland
- Đoạn quảng cáo  Dreamgirls kèm phần nhạc phim

## Đĩa nhạc kèm theo
- "Flashback" (cùng Kelly Rowland)
- "Check on It" (Remix) cùng Beyoncé (Bun B & Slim Thug)
- "Let's Stay Together" (cùng Michelle Williams)

## Video ca nhạc kèm theo(Chỉ ở Nhật Bản)
- "Check on It" cùng Beyoncé (Bun B & Slim Thug)
- "Stand Up For Love"
- "Girl"
- "Cater 2 U"

## Hiệu ứng Đặc biệt
- Âm thanh PCM
- Dolby Digital 5.1 Surround